# Как обезьянки обедали
«Как обезьянки обедали» — четвёртый мультипликационный фильм из серии «Обезьянки». Музыку исполняет ансамбль «Машина времени». Это последний мультфильм из серии, снятый в СССР.

## Сюжет
Зоопарк. Мама-обезьяна готовит обед. Её четыре маленьких ребёнка и один крохотный с нетерпением ждут приёма пищи. Они моментально съедают гору хлеба и тарелку с маслом, поставленные им, а после этого обращают своё внимание на соседнюю клетку, где тигр варит себе суп. Тот, обнаружив отсутствие у себя на кухне соли, отлучается за нею, а малыши тем временем решают насыпать ему соли, взятой из своей кухни. Но из-за прыгнувшего к ним крохи они случайно высыпают в суп всю пачку. Вернувшийся тигр пробует своё варево и, поняв, что оно очень пересолено, начинает бегать, а затем летать по клетке то ли в ярости, то ли в досаде, после чего плашмя падает на пол, прямо на пустую пачку из-под соли. Сострадательная Мама-обезьяна относит ему свой суп.
Но её дети тем временем голодны, а на кухне хоть шаром покати! Обезьянки видят на воле огромный рекламный плакат, приглашающий в кафе. Несмотря на то, что объявление отлично видно прямо из клетки, добраться туда всё семейство решает на автобусе. В салоне кроме них едет лишь пожилой рыбак. Детишки, напрыгавшись по полкам, начинают выматывать билетики из кассы самообслуживания, опутывая этой лентой Маму и несчастного пассажира. Титаническими усилиями Маме удаётся всё смотать обратно (хотя ленты билетов уже торчат из окон на несколько метров), но, тем временем, кроха разматывает катушку с леской на удочке рыбака. Дети забрасывают леску с крючком из окна в стоящую на обочине цистерну с надписью «Живая осетрина»; там идет бойкая торговля. Продавец с сачком бросается в погоню за «сбежавшей» рыбой, старик радостно сматывает леску, но Мама в последнюю секунду вырывает добычу и кидает её обратно догоняющему их продавцу.
Наконец, семейство доезжает до кафе. Там из посетителей сидит лишь одна толстая женщина, которая не может наколоть на вилку целую, но очень уж упругую жареную курицу, и та прыгает у неё со стола на стол. За добычей бросается кроха, за ним остальные дети; курица летит на пол, детвора сносит столы, бьёт вазы, пытаясь её поймать… Но жареная курица непредсказуема: она произвольно меняет траекторию своего полёта, её не получается ни поймать зеркалом, ни подстрелить из самодельного лука с вилкой вместо стрелы… Лишь только встревоженный беспорядком официант умудряется поймать её… собственным ртом, и даже целиком проглотить!
Несмотря на то, что кафе основательно разгромлено, Мама за считанные секунды приводит его в порядок и бежит с детьми прочь, не пообедав.
В тоске все они сидят на пригорке у обочины дороги. Мимо них передвигается семья туристов: маленькая девочка на велосипеде, мама и папа пешком с огромными рюкзаками. Неподалёку от них на поляне они устраивают привал, достают огромную скатерть и выкладывают на неё всевозможные яства. Мама с папой пытаются накормить девочку, но та ловко уворачивается от них, петляя на своём велосипеде.
Воспользовавшись тем, что родители девочки отвлеклись на погоню, обезьянки, вооружившись ложками, бросаются к «столу», и начинают его разграбление. Девочка, увидев это, бросается к ним «на помощь». Мама девочки хочет отогнать обезьянок, но папа удерживает её, а чуть позже также удерживает и Маму-обезьяну. Все трое наслаждаются зрелищем потрясающего аппетита своих детей. Наконец, скатерть полностью опустошена. Ничуть не потолстевшие обезьянки (за исключением одного, который в одиночку съел торт) бросаются к маленькому рюкзачку девочки, притороченному к багажнику её велосипеда, но там оказывается не пища, а ночной горшок.

## Создатели
| Автор сценария             | Григорий Остер                                                                                    |
| Кинорежиссёр               | Леонид Шварцман                                                                                   |
| Художники-постановщики     | Леонид Шварцман, Владимир Байрамов                                                                |
| Кинооператор               | Александр Чеховский                                                                               |
| Музыка                     | Андрея Макаревича, Александра Кутикова, Александра Зайцева в исполнении ансамбля «Машина времени» |
| Поёт                       | Оксана Шабина                                                                                     |
| Звукооператор              | Борис Фильчиков                                                                                   |
| Художники-мультипликаторы: | Виктор Арсентьев, Наталия Богомолова, Татьяна Померанцева, Дмитрий Куликов, Александр Панов       |
| Художники:                 | Алла Горева, Инна Заруба, Ирина Троянова, Сергей Маракасов, Вера Харитонова                       |
| Ассистент режиссёра        | Галина Андреева                                                                                   |
| Монтажёр                   | Ольга Василенко                                                                                   |
| Редактор                   | Раиса Фричинская                                                                                  |
| Директор съёмочной группы  | Любовь Бутырина                                                                                   |

- Создатели приведены по титрам мультфильма.